# آتلي غولبراندسن
آتلي غولبراندسن (بالنرويجية البوكمول: Atle Gulbrandsen)‏ هو سائق سيارة سباق وصحفي نرويجي، ولد في 15 سبتمبر 1979.

## وصلات خارجية
- آتلي غولبراندسن على موقع IMDb (الإنجليزية)